# Fritz Schulze (Maler)

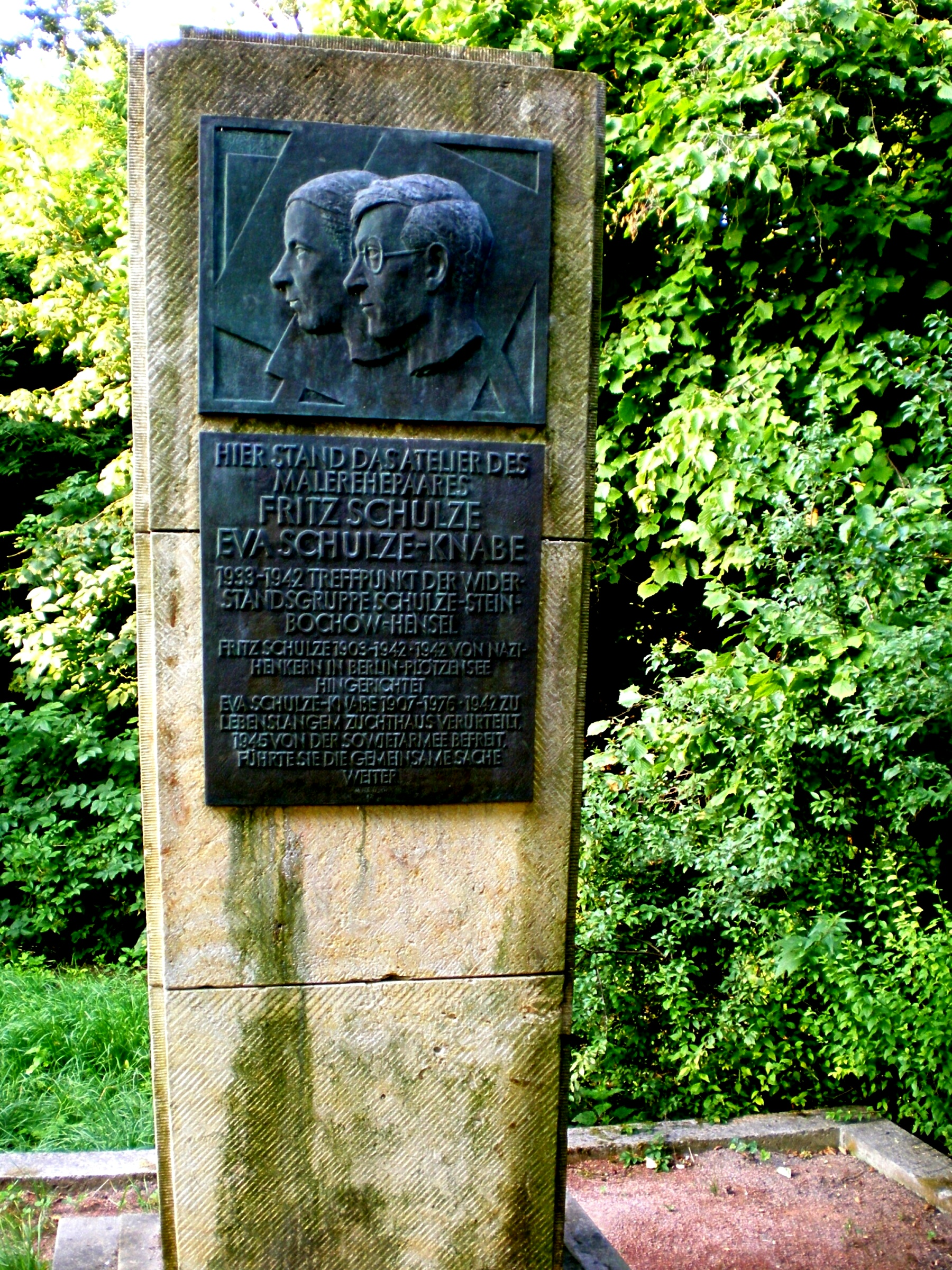
Gedenkstele für Fritz Schulze und Eva Schulze-Knabe in Dresden-Plauen

Fritz Schulze (* 14. April 1903 in Leipzig; † 5. Juni 1942 in Berlin-Plötzensee) war ein deutscher Maler und Widerstandskämpfer gegen den Nationalsozialismus. Schulze war mit der Malerin Eva Schulze-Knabe verheiratet. Sein unzerstörtes Werk umfasst ca. 750 Bilder und Holzschnitte. An der Dresdner Akademie als Meisterschüler von Robert Sterl und Max Feldbauer noch als großes Talent gefeiert, wurde ihm ab 1933 eine wirtschaftliche Existenz in Deutschland nahezu unmöglich. Sein künstlerisches Werk war zu Beginn von den Spätimpressionisten, später von der abstrakten Kunst, der Neuen Sachlichkeit und wahrscheinlich auch politisch motiviert von der Sowjetkunst der 1920er und 1930er Jahre beeinflusst.

## Leben

### Ausbildung
Fritz Schulze war Sohn eines Gewerbelehrers. Er ging nach dem Abitur 1923 zur Ausbildung an die Akademie für Grafik und Buchgewerbe Leipzig. Dort entwickelte sich seine Freundschaft zu Hans Hartung und Eva Knabe, die er später heiratete. Er wechselte 1925 an die Dresdner Kunstakademie, wo er bis 1930 studierte. Er war zunächst Schüler von Ferdinand Dorsch und Max Feldbauer, danach Meisterschüler von Robert Sterl.
In jenen Jahren unternahm Schulze Fahrten an die Nordsee (1926) und nach Finnland (1927). An der Kunstakademie war Schulze Mitglied der Kommunistischen Studentenfraktion (Kostufra), zu der u. a. Eva Knabe und Lucie Prussog-Jahn gehörten. 1928 reiste er mit Eva Knabe durch Spanien.

### Zeit der Weimarer Republik
Fritz Schulze und Eva Knabe waren Gründungsmitglieder der Assoziation revolutionärer bildender Künstler (ASSO) Dresden, eines Zusammenschlusses der KPD nahestehender Künstler. So waren beide unter anderem mit Hans und Lea Grundig und der Schriftstellerin Auguste Lazar befreundet. Schulze trat 1930 der KPD bei. Neben seiner agitatorischen Arbeit arbeitete er auch unterstützend in der Marxistischen Arbeiterschule (MASCH). Gemeinsam mit Künstlern, Ehefrau und Freunden der KPD-nahen Naturfreunde-Opposition unternahm er teils spektakuläre Aktionen mit Flugblättern und Transparenten an der Dresdner Semperoper und über dem Plauenschen Grund.
1931 heirateten Fritz Schulze und Eva Knabe; sie zogen im selben Jahr in ein von ihnen eingerichtetes Atelier am Hohen Stein in Dresden-Plauen.

### Nationalsozialismus, Widerstand und Tod
Ab 1932 verstärkte Fritz Schulze seine politische Tätigkeit. Nach der Machtübernahme der NSDAP arbeitete er im Untergrund weiter. Nachdem die SA das Atelier belagert hatte, flüchtete das Paar 1933 nach Leipzig, wurde jedoch einige Monate später verhaftet. Sie kamen ins KZ Hohnstein bei Pirna, aus dem sie 1934 nach einem Freispruch entlassen wurden. Materielle Probleme aufgrund von Auftragsmangel und Ausstellungsverbot erschwerten in der Folge die wirtschaftliche Existenz des Künstlerpaares.
Ab 1936 baute Fritz Schulze gemeinsam mit Karl Stein und Albert Hensel eine Widerstandsgruppe auf, die Geldsammlungen und Materialverteilung für notleidende Genossen, für Spanienkämpfer der Internationalen Brigaden und für Untergrundkämpfer übernahm. 1940 wurde Fritz Schulze zur Wehrmacht einberufen. Als die Gestapo der Widerstandsgruppe mit ihrem weitverzweigten Netzwerk auf die Spur gekommen war und in Fritz Schulze einen kommunistischen Widerstandskämpfer erkannte, wurde er vier Wochen nach seiner Frau im Februar 1941 verhaftet. Nach über einjähriger Untersuchungshaft verurteilte ihn der Volksgerichtshof im März 1942 bei einem Hochverratsprozess gemeinsam mit Karl Stein und Albert Hensel zum Tod. Das Urteil wurde am 5. Juni 1942 in Plötzensee vollstreckt. Sein Kenotaph befindet sich im Ehrenhain des Heidefriedhofs in Dresden. Seine Frau Eva Schulze-Knabe wurde zu lebenslanger Haft verurteilt, sie kam 1945 aus dem Zuchthaus Waldheim wieder frei.

## Werk

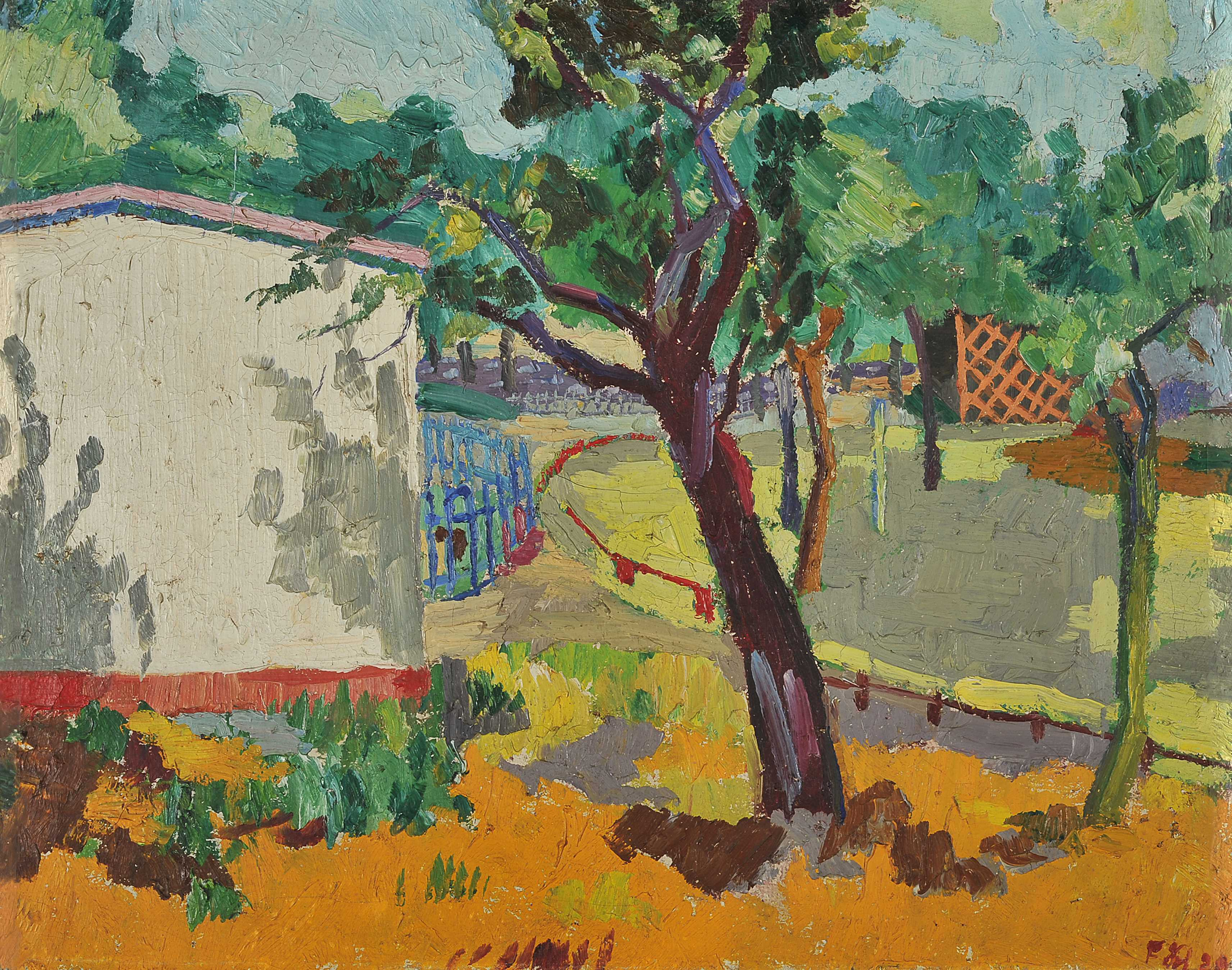
Atelier im Garten (1930)

Fritz Schulze malte Ölbilder, Aquarelle und fertigte teils großformatige Holz- und Linolschnitte an. Etwa 750 Werke sind erhalten geblieben.
Sein bekanntestes Werk ist wohl der Holzschnittzyklus Verfassung des deutschen Reiches, veröffentlicht in einer Wahlkampfbroschüre zur Reichstagswahl 1932, in dem er Texte der Weimarer Verfassung mit der Lebenswirklichkeit der damaligen Zeit vergleicht.
Vor dem Hintergrund des spanischen Bürgerkrieges und geprägt von Eindrücken seiner Spanienreise von 1928 entstanden 1935 Ölbilder und Holzschnitte mit spanischen Motiven, zum Beispiel der Zyklus Etwas aus Spanien (1935/1938), der insgesamt 12 Holzschnitte beinhaltet, oder Spanischer Straßenarbeiter (1936). Schulze bekannte sich damit zum Kampf gegen den späteren faschistischen Diktator Franco.

## Gedächtnisausstellungen
- 1946: Dresden, Erste Allgemeine Deutsche Kunstausstellung
- 1946: Dresden, Kunstausstellung Sächsische Künstler[3]
- 1963: Dresden, Albertinum
- 1994: Dresden, Galerie Finckenstein (gemeinsam mit Eva Schulze-Knabe)
- 2002: Struppen, Robert-Sterl-Haus[4]

## Ehrungen
Das Betriebsferienlager der Akademie der Wissenschaften der DDR in Schneckenmühle (in Liebstadt bei Pirna) trug von 1972 bis 1990 den Ehrennamen „Fritz Schulze“. Zur feierlichen Namensgebung in Schneckenmühle war Eva Schulze-Knabe anwesend.
In Radebeul-Oberlößnitz wurde 1945 die König-Albert-Straße auf den heute noch gültigen Namen Fritz-Schulze-Straße umgewidmet.